# Scottish League Challenge Cup 2010/11
Der Scottish League Challenge Cup wurde 2010/11 zum 20. Mal ausgespielt. Der Fußball-Pokalwettbewerb, der offiziell als MG Alba Challenge Cup ausgetragen wurde, begann am 24. Juli 2010 und endete am 10. April 2011. Titelverteidiger war der FC Dundee, der im Vorjahresfinale gegen Inverness Caledonian Thistle gewann. Am Wettbewerb nahmen die Vereine der Scottish Football League teil. Im diesjährigen Finale konnte Ross County zum zweiten Mal nach 2007 den Titel gewinnen. Im Finale bezwang der Verein aus den schottischen Highlands Queen of the South mit 2:0.

## 1. Runde
Ausgetragen wurden die Begegnungen am 24./25. und 27. Juli 2010.

### Region Nord-Ost
|                      | Ergebnis        |                |
| -------------------- | --------------- | -------------- |
| FC Dundee            | 2:1             | Alloa Athletic |
| Dunfermline Athletic | 1:0             | FC Arbroath    |
| FC East Fife         | 4:3 n. V.       | Brechin City   |
| Elgin City           | 1:2             | Ross County    |
| FC Peterhead         | 5:0             | FC Montrose    |
| Raith Rovers         | 0:1             | FC Cowdenbeath |
| Stirling Albion      | ?:? (3:1 i. E.) | FC Falkirk     |

### Region Süd-West
|                    | Ergebnis        |                    |
| ------------------ | --------------- | ------------------ |
| Airdrie United     | 1:2             | Ayr United         |
| Partick Thistle    | 2:1             | FC Clyde           |
| Queen of the South | 2:1             | Albion Rovers      |
| FC Queen’s Park    | 3:2 n. V.       | FC Livingston      |
| FC Stenhousemuir   | 3:2             | Annan Athletic     |
| FC Stranraer       | 1:2 n. V.       | East Stirlingshire |
| FC Dumbarton       | ?:? (3:4 i. E.) | Greenock Morton    |

## 2. Runde
Ausgetragen wurden die Begegnungen am 10. August 2010.
|                      | Ergebnis        |                    |
| -------------------- | --------------- | ------------------ |
| Ayr United           | 2:0             | FC Cowdenbeath     |
| Dunfermline Athletic | ?:? (5:6 i. E.) | Queen of the South |
| FC East Fife         | 3:1             | Stirling Albion    |
| Partick Thistle      | 2:1             | Berwick Rangers    |
| FC Peterhead         | 6:1             | East Stirlingshire |
| FC Queen’s Park      | 2:3 n. V.       | Forfar Athletic    |
| Ross County          | 3:1             | Greenock Morton    |
| FC Stenhousemuir     | 4:1             | FC Dundee          |

## Viertelfinale
Ausgetragen wurden die Begegnungen am 4. und 5. September 2010
|                    | Ergebnis |                  |
| ------------------ | -------- | ---------------- |
| Forfar Athletic    | 0:2      | Ross County      |
| Partick Thistle    | 2:1      | Ayr United       |
| Queen of the South | 5:0      | FC East Fife     |
| FC Peterhead       | 3:1      | FC Stenhousemuir |

## Halbfinale
Ausgetragen wurden die Begegnungen am 9. und 10. Oktober 2010
|              | Ergebnis        |                    |
| ------------ | --------------- | ------------------ |
| FC Peterhead | 1:2             | Queen of the South |
| Ross County  | ?:? (4:3 i. E.) | Partick Thistle    |

## Finale
| Queen of the South                                    | Queen of the South | Ross County | Ross County |
| ----------------------------------------------------- | --- | --- | ----------- |
| Queen of the South                                    | \| 10. April 2011 um 15:00 Uhr in Perth (McDiarmid Park) \| \| Ergebnis: 0:2 (0:2) \| \| Zuschauer: 5.142 \| \| Schiedsrichter: Euan Norris \| \| Spielbericht \|                                                   | \| 10. April 2011 um 15:00 Uhr in Perth (McDiarmid Park) \| \| Ergebnis: 0:2 (0:2) \| \| Zuschauer: 5.142 \| \| Schiedsrichter: Euan Norris \| \| Spielbericht \| | Ross County |
| Queen of the South                                    | David Hutton – Craig Reid, Bob Harris, Ryan McGuffie, David Lilley – Stephen McKenna, Daniel Carmichael (72. Steven Degnan), Paul Burns, Derek Holmes – Allan Johnston, Willie McLaren Cheftrainer: Kenny Brannigan | Michael McGovern – Gary Miller, Marc Fitzpatrick, Scott Boyd, Johnny Flynn – Paul Lawson (90. Scott Morrison), Michael Gardyne (87. Steven Milne), Stuart Kettlewell, Richard Brittain – Andrew Barrowman (90. Gary Wood), Iain Vigurs Cheftrainer: Jimmy Calderwood | Ross County |
| Queen of the South                                    | 0:1 Andrew Barrowman (9.) 0:2 Iain Vigurs (39.) | | Ross County |
| Queen of the South                                    | David Lilley, Stephen McKenna | Paul Lawson, Andrew Barrowman | Ross County |
| 10. April 2011 um 15:00 Uhr in Perth (McDiarmid Park) | | |             |
| Ergebnis: 0:2 (0:2)                                   | | |             |
| Zuschauer: 5.142                                      | | |             |
| Schiedsrichter: Euan Norris                           | | |             |
| Spielbericht                                          | | |             |